# Aborto en Baja California Sur
La Interrupción Legal del Embarazo en Baja California Sur refiere al status legal que tiene la llamada ILE en ese estado mexicano, donde el aborto inducido está totalmente despenalizado y legalizado desde junio de 2022 a petición de cualquier mujer gestante en la entidad hasta la duodécima semana de embarazo; además de las causales de violación, imprudencial, peligro de muerte, daño a la salud, alteración al producto y fecundación asistida indebida. Igualmente, el procedimiento puede realizarse después del límite legal si durante los primeros 3 meses de embarazo el gestante con intención de abortar no pudo hacerlo porque una autoridad se lo negó.
Baja California Sur es la décima entidad federativa en México en despenalizar y legalizar el aborto, y la sexta en armonizar sus leyes desde las jurisprudencias de 2021 y 2023 de la Suprema Corte de Justicia de la Nación (acciones de inconstitucionalidad AI 148/2017, AI 106/2018, AI 107/2018 y AI 54/2018; amparo en revisión AR 267/2023). Igualmente, es la primera en la que las reformas se dieron por una iniciativa ciudadana.

## Marco normativo actual
|  |  |
|  |  |

### Regulación penal
| Artículo | Concepto                        | Descripción |
| -------- | ------------------------------- | --- |
| 151.º    | Definición de aborto            | Después de la semana 12 de gestación. |
| 152.º    | Sanciones por aborto consentido | Gestante: 60 días a 2 meses de trabajo comunitario. Colaborador: 60 días de trabajo comunitario. Solo cuando es consumado y después del límite legal. |
| 153.º    | Definición de aborto forzado    | Interrupción del embarazo sin consentimiento de la mujer o la persona gestante en cualquier momento de la gestación. |
| 153.º    | Sanciones por aborto forzado    | 3 a 5 años de prisión (si se emplea violencia emocional, física, moral o psicológica aumenta de 8 a 10 años). |
| 154.º    | Sanciones por aborto forzado    | Suspensión profesional por un tiempo igual a la pena en cárcel (personal de medicina, enfermería o matronería). |
| 156.º    | Causales del aborto legal       | Excluyentes de responsabilidad: I violación y fecundación asistida indebida, II peligro de muerte y daño a la salud, III alteración al producto, IV imprudencial, V obstaculización por parte de una autoridad. |
| 156.º    | Causales del aborto legal       | En las fracciones I, II y III el personal de los servicios de salud debe brindar a la o al paciente información objetiva, oportuna, suficiente y veraz sobre las consecuencias, efectos, procedimientos y riesgos; así como de las alternativas y apoyos existentes, para que la o el gestante pueda tomar una decisión de manera informada, libre y responsable. Igualmente en la fracción II no es necesaria denuncia previa ante el Ministerio Público. Así mismo, en las fracciones II y III sólo se necesita el juicio de una o un profesional de la medicina. |

### Regulación de salud
| Artículo    | Concepto | Descripción |
| ----------- | --- | --- |
| 32.º bis    | Título tercero. De la prestación de los Servicios de Salud y del Régimen Estatal de Protección Social en Salud. Capítulo I. Disposiciones Generales.                                    | Todas las instituciones públicas de salud deben contar de manera permanente con personal no objetor, el cual no podrá asumir la jefatura de los servicios de las clínicas y hospitales.                                                                                               |
| 32.º bis    | Título tercero. De la prestación de los Servicios de Salud y del Régimen Estatal de Protección Social en Salud. Capítulo I. Disposiciones Generales.                                    | Se debe establecer un registro sobre el personal médico y de enfermería que se declare objetor de consciencia. Se debe mantener actualizado y especificar las prácticas que no desean realizar.                                                                                       |
| 32.º bis    | Título tercero. De la prestación de los Servicios de Salud y del Régimen Estatal de Protección Social en Salud. Capítulo I. Disposiciones Generales.                                    | Únicamente podrá ejercer el derecho a la objeción el personal que participe directamente en los procedimientos. Ninguna persona será obligada a declararse objetor o no objetor. |
| 32.º bis    | Título tercero. De la prestación de los Servicios de Salud y del Régimen Estatal de Protección Social en Salud. Capítulo I. Disposiciones Generales.                                    | Para ejercer la objeción, el personal debe informar previamente su decisión. |
| 32.º bis    | Título tercero. De la prestación de los Servicios de Salud y del Régimen Estatal de Protección Social en Salud. Capítulo I. Disposiciones Generales.                                    | Los datos personales contenidos en la declaración de objeción de conciencia del personal estarán protegidos por la Ley General de Protección de Datos Personales en Posesión de los Particulares y la Ley General de Protección de Datos Personales en Posesión de Sujetos Obligados. |
| 32.º ter    | Título tercero. De la prestación de los Servicios de Salud y del Régimen Estatal de Protección Social en Salud. Capítulo I. Disposiciones Generales.                                    | No puede invocarse la objeción de consciencia en los siguientes casos: |
| 32.º ter    | Título tercero. De la prestación de los Servicios de Salud y del Régimen Estatal de Protección Social en Salud. Capítulo I. Disposiciones Generales.                                    | I. Cuando su ejercicio ponga en riesgo la vida de la o el paciente. |
| 32.º ter    | Título tercero. De la prestación de los Servicios de Salud y del Régimen Estatal de Protección Social en Salud. Capítulo I. Disposiciones Generales.                                    | II. Cuando se trate de una emergencia médica. |
| 32.º ter    | Título tercero. De la prestación de los Servicios de Salud y del Régimen Estatal de Protección Social en Salud. Capítulo I. Disposiciones Generales.                                    | III. Cuando su ejercicio implique una carga desproporcionada para las o los pacientes. |
| 32.º ter    | Título tercero. De la prestación de los Servicios de Salud y del Régimen Estatal de Protección Social en Salud. Capítulo I. Disposiciones Generales.                                    | IV. Cuando se invoque algún motivo discriminatorio o de odio. |
| 32.º quater | Título tercero. De la prestación de los Servicios de Salud y del Régimen Estatal de Protección Social en Salud. Capítulo I. Disposiciones Generales.                                    | Todo el personal de los servicios públicos de salud, tanto objetor como no objetor, proporcionará información y orientación sobre las opciones médicas con que cuenta la persona beneficiaria.                                                                                        |
| 32.º quater | Título tercero. De la prestación de los Servicios de Salud y del Régimen Estatal de Protección Social en Salud. Capítulo I. Disposiciones Generales.                                    | Las y los profesionales de la salud deberán abstenerse de persuadir a la o el paciente con doctrinas y argumentos que vulneren su dignidad o que cambien o reviertan su decisión. |
| 32.º quater | Título tercero. De la prestación de los Servicios de Salud y del Régimen Estatal de Protección Social en Salud. Capítulo I. Disposiciones Generales.                                    | El personal que se declare objetor deberá referir a la o el paciente, de inmediato y sin mayor demora o trámite, con su superior jerárquico o con personal no objetor. |
| 62.º        | Título tercero. De la prestación de los Servicios de Salud y del Régimen Estatal de Protección Social en Salud. Capítulo VI. Atención Materno Infantil y Desarrollo Sano de la Familia. | En las instituciones públicas de salud, se procederá en condiciones de calidad, de manera gratuita y según las causales y supuestos del Código Penal y la NOM-046-SSA2-2005. |
| 62.º        | Título tercero. De la prestación de los Servicios de Salud y del Régimen Estatal de Protección Social en Salud. Capítulo VI. Atención Materno Infantil y Desarrollo Sano de la Familia. | Se otorgarán servicios de consejería médica, psicológica y social con información oportuna y veraz para que las y los solicitantes conozcan sus derechos y opciones. |
| 62.º        | Título tercero. De la prestación de los Servicios de Salud y del Régimen Estatal de Protección Social en Salud. Capítulo VI. Atención Materno Infantil y Desarrollo Sano de la Familia. | Se deberá efectuar en un término no mayor a cinco días, contados a partir de la presentación de la solicitud y una vez satisfechos los requisitos. |
| 62.º        | Título tercero. De la prestación de los Servicios de Salud y del Régimen Estatal de Protección Social en Salud. Capítulo VI. Atención Materno Infantil y Desarrollo Sano de la Familia. | Las instituciones públicas atenderán a las y los pacientes sin condicionamiento alguno y de manera universal, sin importar si las y los gestantes cuentan con algún otro seguro de salud público o privado.                                                                           |
| 62.º        | Título tercero. De la prestación de los Servicios de Salud y del Régimen Estatal de Protección Social en Salud. Capítulo VI. Atención Materno Infantil y Desarrollo Sano de la Familia. | Se ofrecerán, posterior al procedimiento, servicios de planificación familiar y de salud reproductiva y sexual; si las mujeres y las personas gestantes así lo desean. |

## Historia

### Despenalización y legalización
En marzo de 2020, durante la XV legislatura del Congreso del Estado de Baja California Sur, se ingresó para consideración un dictamen para despenalizar y legalizar el aborto electivo hasta el primer trimestre de embarazo a través de una reforma al Código Penal para el Estado Libre y Soberano de Baja California Sur y a la Ley de Salud para el Estado de Baja California Sur. El proyecto nació de una iniciativa ciudadana presentada por Enrique Arturo Mayorquin quien se desempeñaba en aquel entonces como miembro del Consejo Consultivo de la Comisión Estatal de los Derechos Humanos (CEDHBCS). Una vez en comisiones y con el acompañamiento de activistas feministas locales, la iniciativa fue modificada sobre todo en lo referente a la normativa sanitaria. Aunque fue aprobado el 29 de junio de 2021 por el Pleno con la mayoría simple de 8 votos, se desechó debido a que se necesitaba el apoyo de la mayoría absoluta (la mitad más uno) de las y los presentes. Previo a la votación, 5 legisladores decidieron abandonar el recinto parlamentario sin dar ninguna explicación. Algunos de ellos pertenecían al Movimiento de Regeneración Nacional (Morena, partido que suele clasificarse como izquierda populista en el espectro político mexicano), el cual votó en su mayoría a favor del proyecto. De manera contradictoria, la única diputada del Partido de la Revolución Democrática (PRD, partido que solía clasificarse como izquierda progresista en el espectro político mexicano) votó en contra.
| Fecha de ingreso:                     | 15 de marzo de 2020                                                                                                |
| Promotores/as:                        | Iniciativa ciudadana. Enrique Arturo Mayorquin (Consejo Consultivo de la Comisión Estatal de los Derechos Humanos) |
| Comisiones revisoras:                 | Puntos Constitucionales y de Justicia De la Salud, la Familia y la Asistencia Pública                              |
| Fecha de votación en el pleno:        | 29 de junio de 2021                                                                                                |
| Resultado de la votación en el pleno: | 8 a favor. 6 en contra. 2 abstenciones.                                                                            |

Fue hasta mayo de 2022, durante la XVI legislatura del Congreso local, que se turnó una nueva propuesta para volver a modificar tanto el Código Penal como la Ley de Salud. Igualmente, el dictamen surgió de una iniciativa ciudadana presentada por Mónica Iris Jasis Silberg, directora de la organización Centro Mujeres A.C. El sufragio fue nominal por lo que se hizo registrando la identidad de las y los legisladores en las actas de sesión de ese día. Fue aprobado el 2 de junio del mismo año por el Pleno con 16 legisladores. Los cambios fueron finalmente publicados con el decreto número 2832 en el Boletín Oficial, sin ninguna objeción por parte del gobernador Víctor Manuel Castro Cosío, el día 14 de junio para entrar en vigor un día después.
| Fecha de ingreso:              | 26 de mayo de 2022                                                    |
| Promotores/as:                 | Iniciativa ciudadana. Mónica Iris Jasis Silberg (Centro Mujeres A.C.) |
| Comisiones revisoras:          | Puntos Constitucionales y de Justicia De Igualdad de Género           |
| Fecha de votación en el pleno: | 2 de junio de 2022                                                    |

| Partido                               | A favor | En contra | Abstención |
| ------------------------------------- | ------- | --------- | ---------- |
| Fuerza por México                     | 1       | -         | -          |
| Independiente                         | 1       | -         | -          |
| Movimiento de Regeneración Nacional   | 9       | -         | -          |
| Partido Acción Nacional               | -       | 3         | -          |
| Partido de Renovación Sudcaliforniana | -       | -         | 1          |
| Partido de la Revolución Democrática  | -       | -         | 1          |
| Partido del Trabajo                   | 4       | -         | -          |
| Total                                 | 16      | 3         | 2          |

## Datos

### Estadísticas
Hasta la fecha y al igual que las otras entidades, a excepción de la CDMX, tanto la secretaría de salud como los servicios de salud del estado (SSABCS) aún no pública, de manera accesible y constante, información sobre el número de procedimientos (totales, por año o por unidad de atención), sobre las usuarias o los usuarios (procedencia, edad, nivel educativo, estado civil, ocupación, número de hijos o semanas de gestación) o sobre el tipo de procedimiento.
Únicamente, por datos obtenidos mediante solicitudes de transparencia elaboradas por el Grupo de Información en Reproducción Elegida, se sabe que hasta enero de 2023 sólo se han realizado 140 procedimientos.

### Unidades, procedimientos y requisitos
Hasta la fecha y al igual que las otras entidades, a excepción de la CDMX, tanto la secretaría de salud como los servicios de salud del estado (SSABCS) aún no ha facilitado la información sobre procedimientos, requisitos o unidades de atención.
Según el Directorio de Servicios de Aborto Seguro, programa federal a cargo del Centro Nacional de Equidad de Género y Salud Reproductiva (CNEGSR), así como una circular del portal de Transparencia de la SSABCS (otorgada como respuesta a un medio local) y la asociación civil Ipas México, existen 20 unidades (hospitales o clínicas) pertenecientes al sistema de salud local para atender los casos, los cuales son:
- Hospital General con especialidades "Juan María de Salvatierra", ubicado en la colonia Antiguo Aeródromo Militar de la ciudad de La Paz.
- Centro de Salud "Agua Escondida", ubicado en la colonia El Cardonal de la ciudad de La Paz.
- Centro de Salud "Calafia", ubicado en la colonia Calafia de la ciudad de La Paz.
- Centro de Salud "El Calandrio", ubicado en la colonia Mezquitito de la ciudad de La Paz.
- Centro de Salud "Lázaro Cárdenas", ubicado en la colonia La Escondida de la ciudad de La Paz.
- Centro de Salud "Mezquitito", ubicado en la colonia Universitario de la ciudad de La Paz.
- Centro de Salud Urbano de La Paz, ubicado en la colonia Centro de la ciudad de La Paz.
- Centro de Salud "8 de Octubre", ubicado en la colonia 8 de Octubre 2da. Sección de la ciudad de La Paz.
- Centro de Salud "Chametla", ubicado en la localidad de Chametla del municipio de La Paz.
- Centro de Salud "El Carrizal", ubicado en la localidad de El Carrizal del municipio de La Paz.
- Centro de Salud "El Centenario", ubicado en la localidad de Centenario del municipio de La Paz.
- Centro de Salud "San Batolo", ubicado en la localidad de San Bartolo del municipio de La Paz.
- Hospital General de Cabo San Lucas, ubicado en la colonia Fraccionamiento Villas La Joya de la ciudad de Cabo San Lucas.
- Hospital General de Ciudad Constitución, ubicado en la colonia Centro de la ciudad de Ciudad Constitución.
- Centro de Salud de Ciudad Insurgentes, ubicado en la colonia División del Norte de la ciudad de Ciudad Insurgentes.
- Hospital Comunitario de Loreto, ubicado en la colonia Nuevo Loreto de la ciudad de Loreto.
- Centro de Salud "Puerto San Carlos", ubicado en la colonia Polígono Núm. 1 de la ciudad de Puerto San Carlos.
- Hospital General "Raúl A. Carrillo", ubicado en la colonia El Chamizal de la ciudad de San José del Cabo.
- Centro de Salud Urbano de San José del Cabo, ubicado en la colonia 5 de Febrero de la ciudad de San José del Cabo.
- Centro de Salud con Hospitalización "Adán G. Velarde", ubicado en la colonia Mesa Francia de la ciudad de Santa Rosalía.

Y 2 unidades (hospitales o clínicas) del ISSSTE, los cuales son:
- Hospital General ISSSTE La Paz, ubicado en la colonia El Conchalito de la ciudad de La Paz.
- Clínica Médico Familiar La Paz, ubicado en la colonia Centro de la ciudad de La Paz.

Se ha dado a conocer la línea telefónica (612-183 2982) del programa de Aborto Seguro de la SSABCS, para todas las personas que requieran el servicio de interrupción del embarazo, sea por cualquier supuesto o causal.  
No se registra aún la instalación de otras clínicas privadas en las principales ciudades de la entidad. 
Como indica la guía federal del Lineamiento Técnico para la atención del Aborto Seguro en México (siguiendo los estándares de la Organización Mundial de la Salud), en la actualidad, el legrado uterino instrumental se considera obsoleto, nocivo y está totalmente desaconsejado. En su lugar, los protocolos federales sugieren dos abordajes para interrumpir embarazos de manera segura y de calidad, siempre y cuando se realicen bajo las condiciones médicas correctas y en un contexto de legalidad:
- Aborto farmacológico, con el uso de mifepristona y misoprostol por diferentes vías (vestibular, vaginal o sublingual) ya sea combinado (ambas sustancias) o de manera individual (misoprostol únicamente). Ambos medicamentos provocan dilatación del cérvix y contracciones uterinas que contribuyen a la expulsión de su contenido. La dosis y vía de administración del tratamiento depende de las semanas de gestación o del antecedente de cirugías uterinas previas. Se considera no invasivo por lo que no necesita de un antibiótico profiláctico (previo a la intervención). En el régimen combinado (comparado con el individual) el tiempo para la resolución del aborto es menor (en horas o días) y suele haber menos molestias posteriores. Su éxito terapéutico podría disminuir conforme aumenta la edad gestacional. Antes de la semana 10, el procedimiento puede realizarse total o parcialmente autogestionado y con una asesoría o vigilancia mínima (ya sea por prestador/a de servicios de salud o por colectiva de acompañamiento). En cambio, entre la semana 10 y 12 se requiere mayor seguimiento y vigilancia por el personal especializado. Está contraindicado en presencia de inestabilidad hemodinámica y sepsis.
- Aborto quirúrgico, a través de la succión del producto con la ayuda de instrumentación médica de operación manual o eléctrica (como cánulas, tubos o bombas). Sí precisa de antibiótico profiláctico (previo a la intervención), así como de bloqueo paracervical y analgésicos. Las molestias posteriores serían mínimas y la resolución del aborto es inmediata. También es conocido como aspiración endouterina y es la primera elección cuando hay presencia de inestabilidad hemodinámica y sepsis.

Al tratarse de procedimientos médicos, se tiene la posibilidad de presentar pequeñas molestias que pueden controlarse satisfactoriamente si se toman las medidas preventivas y se sigue fielmente las recomendaciones del personal especializado. Estas pueden ser dolor cólico y sangrado transvaginal, ligeramente mayor a lo experimentado en una menstruación. La intensidad de lo anterior disminuirá de manera progresiva, aunque podría continuar en menor cantidad y de manera esporádica durante las primeras 4 a 6 semanas. También se puede experimentar algo de fiebre en las primeras 24 horas, la cual cederá con la ingesta de antipiréticos. Así mismo, para evitar el riesgo de infección, se deberán tomar medidas de higiene vaginal y no se recomienda tener relaciones sexuales en un periodo aproximado de dos semanas.
Igualmente, existe una pequeña posibilidad, y bastante infrecuente, de experimentar algunos riesgos. De esta manera, la o el paciente deberá buscar atención médica inmediata ante los siguientes datos de alarma: ausencia de sangrado o cantidad mínima de este (sobre todo entre las primeras 4 a 6 horas posteriores ya que puede indicar fallo en el procedimiento o un embarazo ectópico), un sangrado persistente y progresivo (que empape más de dos toallas higiénicas por hora durante dos horas consecutivas), secreción fétida, debilidad, mareo, reacciones alérgicas a algún medicamento (como exantemas o edemas faciales o bucales), así como fiebre o malestar general después de las primeras 24 horas.
En el primer trimestre, los procedimientos siempre deberían ser ambulatorios, por lo que pueden realizarse en cualquier unidad de primer nivel (centros de salud o clínicas familiares). En el segundo trimestre se requeriría de atención intrahospitalaria, por lo que pueden realizarse en cualquier unidad de segundo nivel (hospitales generales o regionales).
Así mismo, el Lineamiento Técnico para la atención del Aborto Seguro en México hace hincapié en dos leyes federales fundamentales: la NOM-046-SSA2-2005 y la Ley General de Víctimas (LGV). Estas dos últimas normatividades señalan que para acceder a la Interrupción Voluntaria del Embarazo (en caso de violación) no se necesita presentar denuncia previa ante el Ministerio Público o contar con la autorización de éste. Debido al principio de buena fe, el único requisito es una solicitud por escrito bajo protesta de decir la verdad, en la que se manifiesta que dicho embarazo es producto de una violación. El personal de los servicios de salud no está obligado a verificar el dicho de las y los solicitantes. Las personas menores de 12 años requieren autorización de madre, padre, tutor o representante legal. En cambio, las y los menores de edad, pero mayores de 12 años ya no necesitan de aquel permiso (pueden tomar la decisión de manera autónoma). Finalmente, ni la LGV ni la NOM-046-SSA2-2005 establecen límites gestacionales para hacer valer el derecho al aborto cuando existe una agresión sexual. La misma SCJN ha emitido sentencias que validan todo lo anterior (amparos en revisión AR-601/2017, AR-1170/2017, AR-438/2020 y AR-438/2020; controversias constitucionales CC 53/2016 y CC 45/2016).
Finalmente y posterior a la consejería, las y los pacientes tendrían que llenar y firmar formatos sobre el consentimiento informado pues representa el principal instrumento jurídico y ético para que la persona sea dueña efectiva de sus decisiones, como corresponde a su dignidad y autonomía. A través de este documento, las personas usuarias del servicio otorgarán o no su autorización para cada uno de los procedimientos (como la modalidad de abordaje o el método anticonceptivo posterior), las posibles alternativas o los probables riesgos. Así mismo, las y los pacientes tienen el derecho y facultad de poder revocarlo si así lo quieren. En caso de personas con discapacidad transitoria o permanente, el consentimiento informado debería ser suscrito por el familiar más cercano o el tutor / representante legal. En casos extremos, cuando no exista acompañante y la persona usuaria cuenta con una discapacidad, el personal médico (previa valoración y con el acuerdo de por lo menos dos profesionales) podrían otorgar el consentimiento informado.